# Thor Pedersen (roer)
 Der er flere personer med dette navn, se Thor Pedersen (flertydig).
Thor Inge Oluf Pedersen (født 31. august 1924, død 15. august 2008) var en norsk roer fra Bergen, der roede for Fana Roklubb.
Pedersen vandt bronze i otter ved OL 1948 i London, sammen med Harald Kråkenes, Thorstein Kråkenes, Hans Hansen, Kristoffer Lepsøe, Halfdan Gran Olsen, Leif Næss, Carl Monssen og styrmand Sigurd Monssen. Nordmændene blev nummer to i deres indledende heat, men vandt derpå opsamlingsheatet og derpå deres semifinale. I finalen kunne ingen af de to øvrige både følge med USA, der vandt med næsten ti sekunders forspring til Storbritannien på andenpladsen, der var 3,4 sekunder foran de norske bronzevindere.

## OL-medaljer
- 1948:  Bronze i otter